# Hulda Sundelin
Hulda Gustafva Fredrika Sundelin, född 29 juli 1845 i Stockholm, död 1 april 1927 i Kärnbo socken i Södermanland, var en svensk målare och teckningslärare.
Hon var dotter till grosshandlaren Gustaf Maurits Sundelin och Josefina Schmidt. Sundelin studerade vid Konstakademien 1864–1870 och hon medverkade i akademiens utställningar under 1870-talet. Sundelin omnämns i Svenska porträttarkivet med ett porträtt av professor EK Trafvenfeldt. Hennes konst består av porträtt, genre- och landskapsmåleri.   